# The Betrayed
Pour les articles homonymes, voir Betrayed (homonymie).
Albums de Lostprophets
Liberation Transmission
(2006) Weapons
(2012)
Singles
1. It's Not the End of the World, But I Can See It from Here
Sortie : 12 octobre 2009
2. Where We Belong
Sortie : 4 janvier 2010
3. For He's a Jolly Good Felon
Sortie : 12 avril 2010

The Betrayed est le quatrième album studio du groupe gallois Lostprophets.

## Titres
1. If It Wasn't for Hate, We'd Be Dead by Now - 2:18
2. Dstryr/Dstryr - 4:28
3. It's Not the End of the World, But I Can See It from Here - 4:19
4. Where We Belong - 4:37
5. Next Stop, Atro City - 3:02
6. For He's a Jolly Good Felon - 4:41
7. A Better Nothing - 4:46
8. Streets of Nowhere - 3:26
9. Dirty Little Heart - 5:42
10. Darkest Blue - 3:50
11. The Light That Shines Twice as Bright... - 5:52

## Singles
- It's Not the End of the World, But I Can See It from Here, sorti le 11 octobre 2009
- Where We Belong (chanson), sorti le 4 janvier 2010
- For He's a Jolly Good Felon, sorti le 11 avril 2010

## Liens
- Ressources relatives à la musique :   - AllMusic
  - Discogs
  - MusicBrainz (groupes de sorties)
- Ressource relative à plusieurs domaines :   - Metacritic